# Roseraie de la Maison-Blanche

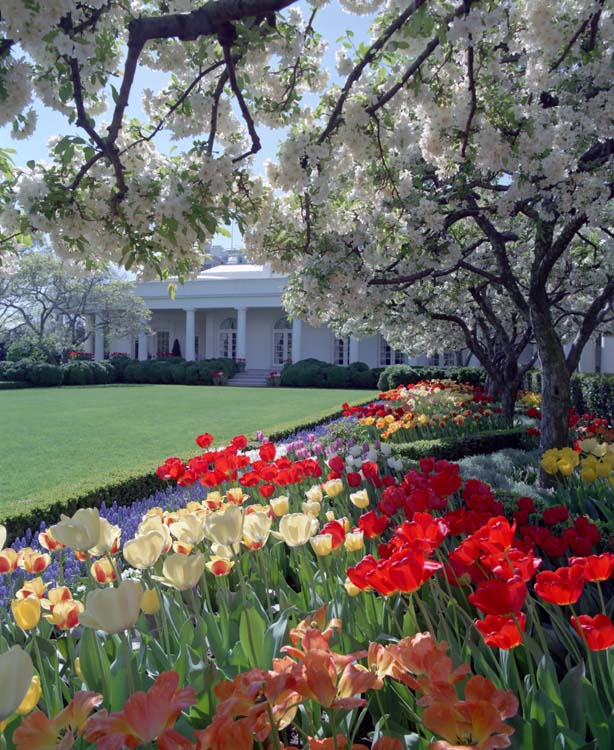
Vue de la roseraie depuis l'est, au fond à gauche, l'entrée du bureau ovale et à droite les fenêtres de la Cabinet Room.

Plan sommaire de la Maison-Blanche avec la roseraie à gauche.

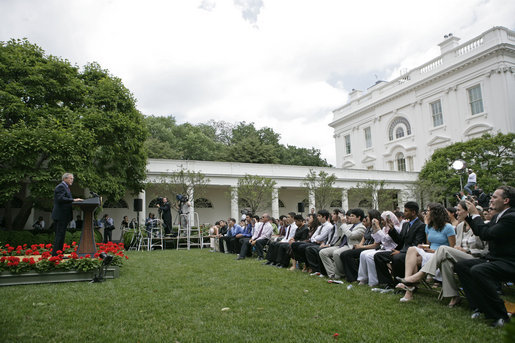
Conférence de presse de George Bush sur la pelouse de la roseraie en 2005.

La roseraie de la Maison-Blanche (en anglais White House Rose Garden) est un jardin jouxtant le bureau ovale et l'aile Ouest de la Maison-Blanche. Ce jardin, qui mesure approximativement 38 mètres de long sur 18 de large, est symétrique du jardin Jacqueline-Kennedy situé sur le côté est du bâtiment.

## Conception et plantations
La première roseraie fut créée en 1913 par Edith Wilson, l'épouse de Woodrow Wilson, à la place d'un ancien jardin colonial. À partir de 1961, pendant le mandat de John Fitzgerald Kennedy, le jardin a été restructuré par Rachel Lambert Mellon, amie de son épouse Jackie. La paysagiste a créé un espace autour d'une pelouse centrale mieux définie, bordée de plates-bandes à la française, mais plantées surtout de spécimens botaniques américains. Elle s'entoure alors des services d'un horticulteur français, Jean Mariny, qui réussira un travail soigné et durable, puis terminera sa carrière en France à Miribel (Ain).
Le jardin actuel suit le tracé établi par Mellon. Chaque plate-bande est plantée d'une série de pommiers sauvages ‘Katherine’ et de tilleuls à petites feuilles bordés de haies basses de thym en forme de losanges. Les bords extérieurs des plates-bandes face à la pelouse centrale sont délimités par du buis. Les quatre coins du jardin sont ponctués par des Magnolia soulangeana, spécimens que Mellon avait trouvés le long du Bassin à flot[pas clair]. Les rosiers sont les principales plantes à fleurs du jardin et comprennent un grand nombre de roses grandiflora ‘Queen Elizabeth’, de roses thé ‘Pascali’, ‘Pat Nixon’ et ‘King's Ransom’. Un rosier buisson, ‘Nevada’ ajoute une note fraîche de blanc. Beaucoup de fleurs saisonnières sont intercalées pour ajouter des couleurs presque tout au long de l'année. Parmi les plantes bulbeuses à floraison printanière figurent des jonquilles, des narcisses, des fritillaires, des muscaris, des tulipes, des chinodoxas et des choux. Les annuelles à floraison estivale changent chaque année. À l'automne, les chrysanthèmes et les choux d'agrément apportent une touche de couleur jusqu'au début de l'hiver.

## Usages officiels et informels
Présente dès l'établissement du jardin au début du XXe siècle, la Roseraie a été le théâtre de nombreux évènements. Le président Wilson y rencontrait la presse pour des questions informelles. Le président Hoover lança la tradition d'y accueillir des citoyens méritants et de s'y faire photographier avec eux. Calvin Coolidge utilisa le jardin pour y faire ses annonces publiques sur les décisions en matière de politique et de nominations. Le président John F. Kennedy y accueillit les astronautes du programme Mercury. De nombreuses conférences de presse présidentielles eurent lieu dans le jardin ainsi que des dîners et cérémonies protocolaires. Le mariage de la fille du président Richard Nixon, Tricia avec Edward F. Cox eut lieu dans la Roseraie en 1971. Depuis la fin du siècle, des conférences de presse communes du président avec des chefs d'État étranger en visite officielle se sont tenues dans la Roseraie. Les présidents successifs y ont aussi fréquemment accueilli des sportifs américains victorieux aux Jeux olympiques ou dans des championnats importants. 
L'expression Rose Garden strategy (stratégie de la roseraie), notamment en tant que stratégie de réélection, signifie rester à la Maison-Blanche au lieu de se déplacer dans le pays. Par exemple, les premiers efforts de Jimmy Carter pour mettre fin à la crise des otages en Iran (1979-1981) furent une Rose Garden strategy parce qu'il tint surtout des discussions avec ses proches conseillers à la Maison-Blanche. Le 25 juillet 1994, une déclaration de paix entre Israël et la Jordanie fut signée dans la Roseraie., 
Le 2 novembre 1983, Ronald Reagan y signe la loi créant un jour férié fédéral pour honorer Martin Luther King. Il est observé pour la première fois le 20 janvier 1986.
En 2020, la Première dame Melania Trump supervise un réaménagement de la roseraie qui suscite des critiques, l'esprit coloré d'origine laissant place à des buissons taillés et à quelques fleurs blanches et roses, dans un esprit minimaliste.

## Roseraie et cluster du Covid-19 à la Maison-Blanche

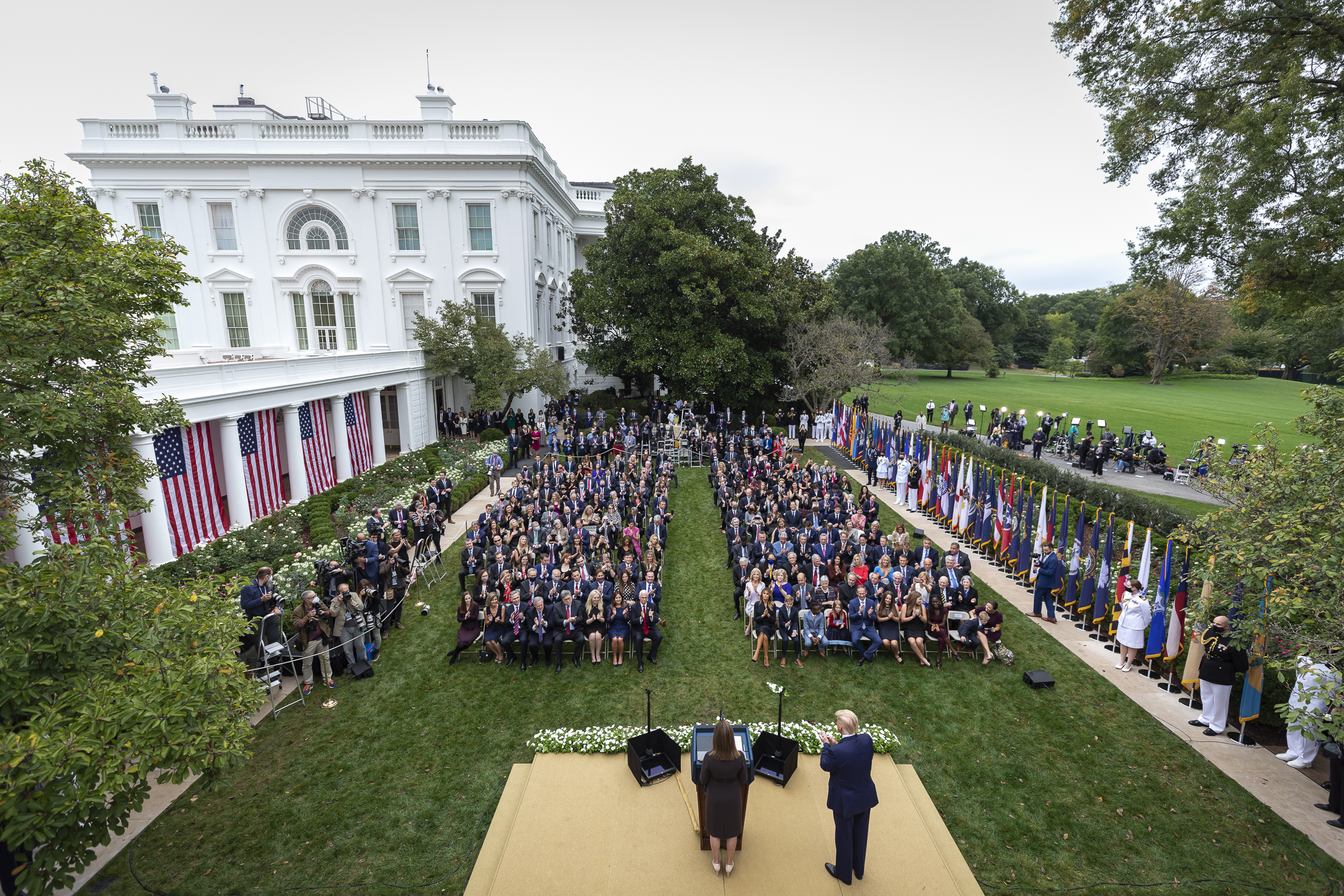
Photo de la cérémonie, dans la roseraie.

Une cérémonie donnée le 26 septembre 2020 par le président Donald Trump pour fêter la nomination d'Amy Coney Barrett à la Cour suprême des États-Unis a été l'un des évènements à l'origine du cluster de la Maison-Blanche : un foyer épidémique qui à partir de septembre 2020 s'est propagé dans la Maison-Blanche et chez nombre de ses invités. La proximité physique de nombreuses personnalités du Parti républicain, dont plusieurs responsables politiques du gouvernement américain, presque tous sans masque lors de cette cérémonie donnée en pleine pandémie de Covid-19 aux États-Unis, en a été l'un des principaux mécanismes,.